# Quartinia minuscula
Quartinia minuscula är en stekelart som beskrevs av Turner 1939. Quartinia minuscula ingår i släktet Quartinia och familjen Masaridae. Inga underarter finns listade i Catalogue of Life.